# Campeonato Baiano de Futebol de 2010 - Segunda Divisão
A Segunda Divisão do Campeonato Baiano de Futebol de 2010 foi uma competição de futebol realizada na Bahia. Teve início no dia 3 de abril e se encerrou no dia 6 de junho.

## Regulamento
Os dez clubes se dividiriam em dois grupos e, dentro de seus respectivos grupos, todos se enfrentam em jogos de ida e volta, classificando-se à fase de mata-mata os dois melhores de cada grupo. Na fase final, organizada em mata-mata, haveria jogos de ida e volta pelas semifinais e, posteriormente, pela final.
Os dois clubes da final ascendem à Primeira Divisão Baiana de 2011 e o último de cada grupo terá de participar do Torneio Seletivo da 2ª Divisão para conseguir uma vaga na Segundona do ano seguinte.

## Clubes participantes
Dez clubes de futebol baianos participam da divisão de acesso ao Campeonato Baiano. Desses dez, dois são da capital, outros dois de Juazeiro e o restante são de cidades diferentes do interior do estado. Somente dois clubes nunca participaram da divisão principal, Guanambi e Juazeirense. Os dois clubes soteropolitanos são os únicos campeões da primeira divisão. O Poções é o rebaixado de 2009.
O Atlanta pretendia usar inicialmente o Estádio Municipal Pedro Caetano, em Ipiaú, contudo a administração do estádio não apresentou laudo técnico (sem restrições). Por isso, o Atlanta escolheu o Mário Pessoa, em Ilhéus, como o estádio onde mandaria seus jogos. Entretanto, ele só foi utilizado na segunda rodada, a partir da quarta seu mando de campo é o Estádio Waldomiro Borges, em Jequié.
Algo parecido aconteceu com o Galícia, que utilizou o Estádio Edgard Santos, em Simões Filho, somente uma vez, na terceira rodada. Desde então, o mando de campo é no Estádio Roberto Santos.
| Clube        | Cidade               | Estádio usado    | Em 2009        | Títulos (mais recente) |
| ------------ | -------------------- | ---------------- | -------------- | ---------------------- |
| Doce Mel     | Ipiaú                | Waldomiro Borges | não participou | 1 (1987)               |
| Camaçariense | Camaçari             | Armando Oliveira | 4º             | 1 (2003)               |
| Catuense     | Catu                 | Carneirão        | não participou | 0 (não possui)         |
| Galícia      | Salvador             | Pituaçu          | 5º             | 2 (1988)               |
| Guanambi     | Guanambi             | 2 de Julho       | 3º             | 0 (não possui)         |
| Juazeirense  | Juazeiro             | Adauto Moraes    | 2º             | 0 (não possui)         |
| Juazeiro     | Juazeiro             | Adauto Moraes    | 8º             | 1 (1996)               |
| Poções       | Poções               | Waldomiro Borges | 12º (1º Div.)  | 1 (1993)               |
| Serrano-BA   | Vitória da Conquista | Lomantão         | 6º             | 1 (1992)               |
| Ypiranga     | Salvador             | Edgard Santos    | não participou | 2 (1990)               |

## Primeira fase

### Classificação e jogos

#### Grupo 1
| Equipe | Equipe       | Pts | J | V | E | D | GP | GC | SG  |
| ------ | ------------ | --- | - | - | - | - | -- | -- | --- |
| 1      | Camaçariense | 11  | 8 | 4 | 2 | 2 | 9  | 6  | +3  |
| 2      | Catuense     | 11  | 8 | 3 | 2 | 3 | 10 | 8  | +2  |
| 3      | Galícia      | 11  | 8 | 3 | 2 | 3 | 11 | 14 | -3  |
| 4      | Juazeirense  | 9   | 8 | 4 | 3 | 1 | 17 | 8  | +9  |
| 5      | Ypiranga     | 4   | 8 | 1 | 1 | 6 | 8  | 19 | -11 |

|              | CAM | CAT | GAL | JZE | YPI |
| ------------ | --- | --- | --- | --- | --- |
| Camaçariense | –   | 1–0 | 0–1 | 0–0 | 1–0 |
| Catuense     | 1–2 | –   | 0–1 | 3–1 | 2–1 |
| Galícia      | 1–1 | 1–3 | –   | 2–2 | 3–2 |
| Juazeirense  | 2–1 | 0–0 | 4–1 | –   | 5–0 |
| Ypiranga     | 1–3 | 1–1 | 2–1 | 1–3 | –   |

#### Grupo 2
| Equipe | Equipe     | Pts | J | V | E | D | GP | GC | SG |
| ------ | ---------- | --- | - | - | - | - | -- | -- | -- |
| 1      | Serrano-BA | 17  | 8 | 5 | 2 | 1 | 13 | 6  | +7 |
| 2      | Juazeiro   | 16  | 8 | 5 | 1 | 2 | 16 | 12 | +4 |
| 3      | Doce Mel   | 13  | 8 | 4 | 1 | 3 | 11 | 7  | +4 |
| 4      | Poções     | 5   | 8 | 1 | 2 | 5 | 11 | 19 | -8 |
| 5      | Guanambi   | 4   | 8 | 0 | 4 | 4 | 6  | 13 | -7 |

|            | ATL | GUA | JUA | POÇ | SER |
| ---------- | --- | --- | --- | --- | --- |
| Doce Mel   | –   | 1–0 | 1–2 | 4–1 | 0–1 |
| Guanambi   | 0–2 | –   | 1–2 | 1–1 | 0–0 |
| Juazeiro   | 1–1 | 4–1 | –   | 2–1 | 2–1 |
| Poções     | 0–2 | 2–2 | 4–2 | –   | 2–5 |
| Serrano-BA | 2–0 | 1–1 | 2–1 | 1–0 | –   |

### Desempenho por rodada
Clubes que estiveram na zona de classificação para a fase final de cada grupo ao final de cada rodada:
|         | 1ªR | 2ªR | 3ªR | 4ªR | 5ªR | 6ªR | 7ªR | 8ªR | 9ªR | 10ªR |
| Grupo 1 | CAT | CAT | CAT | GAL | GAL | GAL | GAL | CMÇ | CMÇ | CAT  |
| Grupo 1 | GAL | GAL | GAL | JZE | CMÇ | CMÇ | CMÇ | GAL | CAT | CMÇ  |
| Grupo 2 | JUA | JUA | SER | JUA | JUA | JUA | JUA | JUA | JUA | SER  |
| Grupo 2 | GUA | SER | JUA | SER | SER | ATA | ATA | SER | SER | JUA  |

Clubes que ficaram na última posição de cada grupo ao final de cada rodada:
|         | 1ªR | 2ªR | 3ªR | 4ªR | 5ªR | 6ªR | 7ªR | 8ªR | 9ªR | 10ªR |
| Grupo 1 | JZE | CMÇ | YPI | YPI | JZE | JZE | YPI | YPI | YPI | YPI  |
| Grupo 2 | POÇ | POÇ | ATA | POÇ | POÇ | POÇ | POÇ | POÇ | POÇ | GUA  |

## Fase final
|  | Semifinais   | Semifinais | Semifinais | Semifinais |   |          | Final | Final | Final | Final |
|  |              |            |            |            |   |          |       |       |       |       |
|  | Juazeiro     | 3          | 2          | 5          |   |          |       |       |       |       |
|  | Camaçariense | 1          | 3          | 4          |   |          |       |       |       |       |
|  | Camaçariense | 1          | 3          | 4          |   | Juazeiro | 2     | 2     | 4     |       |
|  |              |            |            |            |   | Juazeiro | 2     | 2     | 4     |       |
|  |              | Serrano-BA | 0          | 2          | 2 |          |       |       |       |       |
|  | Catuense     | Serrano-BA | 0          | 2          | 2 | 1        | 1     | 2     |       |       |
|  | Catuense     |            |            |            |   | 1        | 1     | 2     |       |       |
|  | Serrano-BA   | 2          | 1          | 3          |   |          |       |       |       |       |

### Semifinais
Jogos de ida
| 23 de maio de 2010 | Juazeiro                                 | 3 – 1     | Camaçariense | Adauto Moraes, Juazeiro                             |
| 16:00              | Hailton 45+5' · Nino 70' · Cleverson 80' | Movimento | 18' Leandro  | Público: 1,700 Árbitro: BA Gleidson Santos Oliveira |

| 23 de maio de 2010 | Catuense     | 1 – 2     | Serrano-BA   | Carneirão, Alagoinhas                                |
| 16:00              | Jussimar 55' | Movimento | 8', 15' Mica | Público: 325 Árbitro: BA Arilson Bispo da Anunciação |

Jogos de volta
| 30 de maio de 2010 | Camaçariense                            | 3 – 2     | Juazeiro             | Armando Oliveira, Camaçari                           |
| 16:00              | Denilson 13' · Mailson 60' · Wilson 66' | Movimento | 19' Jorge · 50' Alan | Público: 446 Árbitro: BA Arilson Bispo da Anunciação |

| 30 de maio de 2010 | Serrano-BA | 1 – 1     | Catuense      | Lomanto Júnior, Vitória da Conquista                 |
| 16:00              | Pena 62'   | Movimento | 80' Cleverson | Público: 1,821 Árbitro: BA Jailson Macedo de Freitas |

### Final
Jogo de ida
| 3 de junho de 2010 | Juazeiro                         | 2 – 0     | Serrano-BA | Adauto Moraes, Juazeiro                             |
| 16:00              | Nino Guerreiro 33' · Hailton 62' | Movimento |            | Público: 2,691 Árbitro: BA Gleidson Santos Oliveira |

Jogo de volta
| 6 de junho de 2010 | Serrano-BA          | 2 – 2     | Juazeiro                        | Lomanto Júnior, Vitória da Conquista                   |
| 16:00              | Mica 26' · Pena 68' | Movimento | 25' Alan · 45+3' Rafael Pitibul | Público: 912 Árbitro: BA Lúcio José da Silva de Araújo |

| Campeão Baiano da Segunda Divisão de 2010 |
| ----------------------------------------- |
| Juazeiro (2º título)                      |

## Estatísticas

### Artilharia
Jogadores em negrito ainda estão disputando o certame.
Atualizado em 2 de junho.
| Gols | Jogador      | Clube        |
| ---- | ------------ | ------------ |
| 8    | Nino         | Juazeiro     |
| 7    | Diogo        | Juazeirense  |
| 7    | Hailton      | Juazeiro     |
| 6    | Júlio Baiano | Poções       |
| 5    | Caetité      | Serrano-BA   |
| 5    | Diego Higino | Galícia      |
| 5    | Fábio Costa  | Galícia      |
| 5    | Jussimar     | Catuense     |
| 4    | Mica         | Serrano-BA   |
| 3    | Marcelo      | Catuense     |
| 3    | Paulo César  | Doce Mel     |
| 3    | Pena         | Serrano-BA   |
| 2    | 15 jogadores | 15 jogadores |
| 1    | 36 jogadores | 36 jogadores |

### Goleadas
| Nº | Partida     | Partida | Partida    | Estádio          | Data        |
| -- | ----------- | ------- | ---------- | ---------------- | ----------- |
| 1º | Poções      | 5-2     | Serrano-BA | Waldomiro Borges | 11 de abril |
| 1º | Doce Mel    | 4-1     | Poções     | Waldomiro Borges | 28 de abril |
| 1º | Juazeiro    | 4-1     | Guanambi   | Adauto Moraes    | 28 de abril |
| 1º | Juazeirense | 4-1     | Galícia    | Adauto Moraes    | 9 de maio   |